# Городище (Лубенський район)
Городи́ще —  село в Україні,  у Чорнухинській селищній громаді Лубенського району Полтавської області. Населення становить 497 осіб. До 2018 орган місцевого самоврядування — Мелехівська сільська рада.

## Географія
Село Городище знаходиться в місці впадіння річки Многа (правий берег) в річку Удай (лівий берег), вище за течією річки Многа на відстані 0,5 км розташоване село Вороньки, на протилежному березі - села Мелехи та Загребелля. Русла річок сильно заболочені. До села примикає лісовий масив. Через село проходить автомобільна дорога Т 1714.

## Історія

Пам'ятний знак на честь 1100-ліття села

Хоча городище під назвою Многа вперше згадується лише в 1647 році, однак територія села була заселена ще з Х ст. Давньоруське поселення в Городищі пережило монголо-татарську навалу і продовжувало існувати в д.п.13-14 ст., що підтверджується археологічними знахідками післямонгольської кераміки. Серед цікавих археологічних знахідок на місці розкопок слід відзначити «косе вістря» з рогу козулі, виконане скандинавським майстром з Гнєздовського городища(поблизу Смоленська), що датується Х-ХІ ст.
В 1647 році в селі було 285 домогосподарств та 3 «Колеса млинарських».
В 1649 р. містечко стає центром Городищанської сотні Лубенського полку.

## Об'єкти соціальної сфери
Осередком культурного життя села є клуб, перед яким нещодавно встановлено пам'ятний знак на честь 1100 ліття села.

## Люди
В селі народилися, працювали і померли майстри рогозоплетіння родина Власенків.